# Port lotniczy Lucknow
Port lotniczy Lucknow (IATA: LKO, ICAO: VILK) – międzynarodowy port lotniczy położony w Lucknow, w stanie Uttar Pradeś, w Indiach.

## Linie lotnicze i połączenia

### Krajowe
- Air India (Delhi)
  - Indian Airlines (Delhi, Bombaj)
  - Air India Express (Delhi)
- Air Deccan (Delhi, Bombaj)
- Jet Airways (Delhi)
- Jet Lite (Delhi, Bombaj, Kalkuta)
- Kingfisher Airlines (Delhi, Goa)

### Międzynarodowe
- Air India (Dżudda)
  - Air India Express (Dubaj)
  - Indian Airlines (Szardża)
- Oman Air (Maskat)